# 曼纳角毛藻
曼纳角毛藻(学名：Chaetoceros mannaii)是角毛藻属的一种硅藻。呈矩形的细胞内含有多个色素体，硅质化的壳面呈椭圆形，有硅质辐射状肋纹延伸至壳套，环带分布有平行排列的肋纹，其间散布小孔。窗孔呈六边形。角毛基部短，其上分布有4-6排纵向交替排列的椭圆形孔纹和小刺。链端壳面有一个中央唇形突。